# Tisch mit Gaben
Tisch mit Gaben és una obra artística del pintor surrealista Paul Klee de 1933. L'obra es troba actualment a l'IVAM. Es tracta d'una obra abstracta de 41,3 x 80 cm, creada amb colors pastel utilitzant la tecnica de paper montat sobre taula.
L'obra conté característiques de l'artista alhora que mostra implícitament el context en el que es realitza. En moltes de les seues obres denuncia la repressió social i cultural que pateix Alemanya en aquella època. El planol de la taula disposa formes amb les quals crea una escala de color ombrívola, utilitzant barrejes secundaries que aplica basades en la seua teoria del color.